# Institut Català de les Empreses Culturals
L'Institut Català de les Empreses Culturals (ICEC) és una institució pública del Departament de Cultura de la Generalitat de Catalunya que treballa pel desenvolupament i la consolidació del sector cultural impulsant les empreses i els professionals de la cultura per millorar-ne la competitivitat i la professionalització.
L' l'organisme assessora i acompanya les empreses i els professionals de la cultura dels diferents sectors: les arts escèniques, les arts visuals, l'audiovisual, la cultura digital, el llibre i la música, i posa a la seva disposició ajuts i eines de finançament, així com serveis per a la internacionalització, la capacitació empresarial i el desenvolupament de públics. També gestiona la Filmoteca de Catalunya.
Es va crear l'any 2000 per impulsar el sector econòmic relacionat amb el món cultural, mitjançant la creació d'un seguit de beques, ajuts i subvencions tant a la producció com per la difusió de projectes culturals d'arrel catalana o fets a Catalunya. Arran de la Llei òmnibus de 2011 de Catalunya, l'organisme va canviar de nom (De ICIC a ICEC). Des de novembre de 2022 el seu director és Edgar Garcia i Casellas.

## Projectes destacats

### Catalan! Arts
La marca Catalan! Arts vol identificar i difondre internacionalment la producció de les indústries culturals: empreses i segells discogràfics, editorials, galeries d'arts, companyies teatrals, empreses audiovisuals i multimèdia.

### Servei de Desenvolupament Empresarial
El Servei de Desenvolupament Empresarial (SDE), nascut el 2006 dins de l'Institut Català de les Empreses Culturals (ICEC), és una unitat adscrita al Departament de Cultura de la Generalitat de Catalunya.
La seva missió és impulsar el creixement professional i empresarial del sector creatiu i cultural de Catalunya, proporcionar formació i serveis per millorar la competitivitat i la innovació i donar respostes a les seves necessitats actuals i futures.
L'SDE té dues línies principals d'actuació:
- Formació directiva: mitjançant l'organització de seminaris, tallers, conferències i jornades de treball, centrades en temes específics d'interès per a les empreses i entitats culturals i creatives.[8] L'SDE proporciona:

1. Ponents nacionals i internacionals de primer nivell, amb experiència dilatada i elevada especialització.[9][10]
2. Intercanvis intersectorials i esdeveniments de networking per fomentar la cooperació entre les empreses i entitats catalanes del sector cultural i creatiu.
3. Una oportunitat única per a les PIMES culturals i creatives de fomentar la innovació.
4. Un enfocament en les accions prioritàries (transferència de la innovació, les TIC i els mitjans de comunicació digitals, accés al finançament, narrativa transmèdia, gestió de clústers...) i en els subsectors culturals.
5. Cooperació amb les institucions de formació d'àmbit empresarial o de formació continuada (ACCIÓ, Barcelona Activa (Creamedia), Fundació Eurecat, Universitat de Barcelona, IESE…) i els esdeveniments i les fires professionals (Sónar+D, Primavera Pro, MMVV, Fira de Tàrrega,[11] Gamelab, BizBarcelona, 4YFN…).[12]

- Consultoria cultura: mitjançant una línia de subvencions específica per a la realització de consultories per empreses o entitats culturals.[13][14]

Prioritats de les consultories:
1. Digitalització
2. Internacionalització
3. Pla estratègic

## Direcció
- Jordi Penas (9 de maig de 2001 - 31 de març de 2004)
- Xavier Marcé (1 d'abril de 2004 - 5 de febrer de 2007)[15]
- Antoni Lladó (5 de febrer de 2007 - 24 de gener de 2011)[16]
- Fèlix Riera (24 de gener de 2011 - 2 de maig de 2012)[17]
- Gorka Knörr (2 de juliol de 2012 - 16 de gener de 2013)[18]
- Teresa Enrich (16 de gener de 2013 - 31 de juliol de 2013)[19]
- Jordi Sellas (1 d'agost de 2013 - 16 de març de 2016)[20]
- Xavier Díaz i Vilanova (16 de març de 2016 - novembre de 2018)[21]
- Miquel Curanta i Girona (2018- 2022)[22]
- Edgar Garcia i Casellas (2022-)